# Jan van Meunincxhoven
Jan van Meunincxhoven (ca. 1630 - Brugge, 1703) was een Zuid-Nederlands kunstschilder in Brugge.

## Levensloop
De precieze geboorteplaats en -datum van deze kunstschilder zijn onbekend. Het kan in Brugge geweest zijn, aangezien hij in 1639 in deze stad leerling werd bij Jacob I van Oost de Oudere. In 1644 werd hij er vrijmeester in de Gilde van Sint-Lucas. In de volgende jaren bekleedde hij verschillende functies in deze gilde.
Als kunstschilder produceerde hij vooral stadsgezichten, kerkinterieurs en religieuze taferelen. Zijn zorgvuldig uitgevoerde doeken werden belangrijke iconografische beroepen.
Zijn werken bevinden zich in eigendom van de stad Brugge en in Brugse kerken en kloosters. Ook in een aantal buitenlandse musea is werk van hem te vinden.